# Ewald Fünfer
Ewald Fünfer (* 14. Oktober 1908 in Heidenheim an der Brenz; † 29. Juni 1995) war ein deutscher Experimentalphysiker (Kernphysik, Plasmaphysik) und Direktor am Max-Planck-Institut für Plasmaphysik (IPP) in Garching bei München.
Fünfer studierte in Tübingen und Berlin Physik und wurde 1932 bei Hans Geiger mit einer Dissertation über Kernphysik promoviert. Ab 1935 war er an der Luftfahrttechnischen Akademie in Berlin im Institut für Werkstoffprüfung und danach im Institut für Physik, wo er sich mit Kurzzeitphysik (Funkenfotografie, Röntgenblitz-Fotografie) zum Beispiel für die Ballistik befasste.
Nach dem Zweiten Weltkrieg war er für die französische Regierung im Forschungsinstitut Saint-Louis (ISL) tätig, unter der Leitung von Hubert Schardin, mit dem er bereits in Berlin an der Akademie forschend tätig war. In dem ISL arbeitete Fünfer auch mit Hugo Neuert zusammen und befasste sich mit Gasentladungen und kernphysikalischer Messtechnik. 1952 habilitierte er sich in Freiburg über Hochvakuumdurchschlag und wurde 1953 Dozent und Mitarbeiter von Heinz Maier-Leibnitz an der TU München. Dort begann er sich mit Kernfusion (Z-Pinch) zu befassen und erzeugte 1958 mit seiner Gruppe erstmals in Deutschland Neutronen aus Kernfusion. Er war 1960 Gründungsmitglied des MPI für Plasmaphysik in Garching und außerdem Professor an der TU München. Am IPP war er Abteilungsleiter einer experimentellen Gruppe, die das Z-Pinch Experiment Isar I baute und betrieb (ab 1961). Seine Gruppe leistete auch Pionierarbeit in Messungen an Fusionsplasmen (1963 erstmalige Messung der Elektronentemperatur eines Fusionsplasmas mit Laserstreuung).
Er war Ehrendoktor der Universität Stuttgart (1976) und Träger des Bundesverdienstkreuzes am Bande (1978). 1967 bis 1975 war er Herausgeber der Zeitschrift für Physik.

## Schriften
- mit Hugo Neuert: Zählrohre und Szintillationszähler, Karlsruhe: Braun, 1954, 2. Auflage 1959